# Cabardès XIII
Actualités
Cabardès XIII est un club de rugby à XIII français de département de l'Aude, basé dans le Cabardès. L'équipe première du club évolue dans le championnat de France de rugby à XIII de deuxième division : l'Élite 2.

## Palmarès
- Championnat de France Élite 1 :
  - Vainqueur : Néant
  - Finaliste : Néant

- Coupe de France :
  - Vainqueur : Néant
  - Finaliste : Néant

- Championnat de France Élite 2 :
  - Vainqueur : Néant
  - Finaliste : Néant